# Ferrocen
Ferrocen – metaloorganiczny związek chemiczny, aromatyczny kompleks sandwiczowy należący do grupy metalocenów, w którym atom żelaza (formalnie na II stopniu utlenienia, w rzeczywistości na zerowym) tworząc atom centralny znajduje się między dwoma płaskimi, równolegle ułożonymi pierścieniami cyklopentadienylowymi. Ferrocen należy do grupy π kompleksów.

## Budowa cząsteczki
W strukturze budowy ferrocenu występuje specyficzny rodzaj wiązań chemicznych. Jest wiązanie polegające na uwspólnieniu po jednym elektronie π z każdego atomu węgla w pierścieniu cyklopentadienylowym z centralnym atomem żelaza. W rezultacie powstaje układ 10 wiązań chemicznych, z których każde jest bardzo słabe, ale łącznie generuje to bardzo silne oddziaływanie, na skutek czego ferrocen jest bardzo trwałym i stabilnym kompleksem.
Mimo iż formalnie atom żelaza w ferrocenie jest na II stopniu utlenienia, w rzeczywistości własności ferrocenu w stanie podstawowym, a także badania rentgenograficzne wskazują na to, że ma on raczej cechy kompleksu na zerowym stopniu utlenienia.

## Właściwości
Jest to substancja stała o barwie czerwonopomarańczowej, tworzy kryształy o barwie brązowopomarańczowej. Nierozpuszczalny w wodzie, trudno rozpuszczalny w rozpuszczalnikach organicznych np. benzenie i eterze. Temperatura topnienia ok. 173-174 °C, temperatura wrzenia 249 °C. Jest bardzo trwały termicznie. Wykazuje niektóre właściwości związków aromatycznych. Ferrocen ulega reakcjom acylowania i alkilowania metodą Friedla-Craftsa, jest o wiele bardziej reaktywny w tych reakcjach niż benzen.
Ferrocen jest łatwo utlenić elektrochemicznie, na skutek czego powstaje jego utleniona forma – jon ferroceniowy. Jest to proces odwracalny. Jon ten jest również bardzo stabilny, niemal tak samo jak sam ferrocen. Wynika to z faktu, że oderwanie jednego elektronu z ferrocenu nie powoduje prawie żadnej zmiany w geometrii jego struktury. Dzięki temu ferrocen jest bardzo wdzięcznym obiektem do badania mechanizmów reakcji redoks.

## Zastosowanie
Ferrocen posiada szereg zastosowań. Jest stosowany jako dodatek do paliw. W olejach napędowych pełni on rolę środka zapobiegającego osadzaniu się sadzy w układzie wydechowym. Mieszaniny pochodnych ferrocenu stosuje się też w USA jako zamiennik tetraetyloołowiu w benzynach do samochodów na benzynę „ołowiową”.

## Historia
Ferrocen był pierwszym, otrzymanym kompleksem cyklopentadienylowym. Został otrzymany przez przypadek w 1951 r., równolegle w kilku laboratoriach, w bezpośredniej reakcji pyłu żelaza z cyklopentadienem, w ramach której chciano doprowadzić do otwarcia pierścienia cyklopentadienowego. Zamiast tego otrzymywano niezmiennie pomarańczowe kryształy, o strukturze których trwały liczne dyskusje, aż do roku 1954, kiedy to badania rentgenograficzne, NMR i IR przekonały chemików o kanapkowej budowie tego związku. Ze względu na to, że taka struktura stała w sprzeczności z obowiązującą wówczas teorią wiązań chemicznych, aż do połowy lat 70. trwały badania i dyskusje nad naturą elektronową tego związku, które przy okazji doprowadziły do rozwoju chemii metaloorganicznej.
Za badania w tej dziedzinie  Ernst Fischer i Geoffrey Wilkinson otrzymali Nagrodę Nobla w dziedzinie chemii w 1973 r.